# Normani
Normani Kordei Hamilton (Atlanta, Georgia; 31 de mayo de 1996) es una cantante y bailarina estadounidense. Hizo una audición como solista para el programa estadounidense The X Factor en 2012, después de lo cual se convirtió en miembro del grupo femenino Fifth Harmony. Mientras estaba en Fifth Harmony, compitió en Dancing with the Stars (2017) y lanzó su primera canción fuera del grupo «Love Lies» (2018), un dueto con Khalid, que alcanzó su punto máximo en las diez mejores canciones en Estados Unidos y fue certificada 5 veces platino de RIAA.
Después de la pausa indefinida de Fifth Harmony, colaboró con varios artistas y lanzó un EP de dos canciones con Calvin Harris, Normani x Calvin Harris (2018). En noviembre de 2018, lanzó el sencillo «Waves» con 6lack. Su dueto con Sam Smith, «Dancing with a Stranger» (2019), alcanzó la lista de los diez más populares en Reino Unido y Estados Unidos. En agosto de 2019, Normani lanzó su primer sencillo en solitario, «Motivation», que alcanzó su punto máximo en el top 40 y fue certificado platino en Estados Unidos. Luego, Normani lanzó canciones para bandas sonoras, incluida una colaboración con Ariana Grande y Nicki Minaj para Charlie's Angels (2019) y «Diamonds» con Megan Thee Stallion para Birds of Prey (2020). En julio de 2021, Normani lanzó el sencillo principal de su próximo álbum debut en solitario Dopamine (2024), «Wild Side», con Cardi B, que alcanzó el top 20 en Estados Unidos.

## Primeros años
Normani Kordei Hamilton nació en Atlanta (Georgia), hija de Derrick y Andrea Hamilton; tiene dos medias hermanas mayores, Ashlee and Arielle. Criada en Nueva Orleans, asistió a la escuela, Trinity Episcopal School mientras vivía allí. Ella y su familia se mudaron a Pearland (Texas), después del huracán Katrina en 2005. Normani asistió a una escuela privada cuando era niña y recibió educación en el hogar desde sexto grado. Desde los tres años, compitió en concursos de danza, gimnasia y de belleza. Ella y su madre viajaron entre Houston y Los Ángeles para realizar audiciones de actuación, canto y baile. Grabó un par de canciones, la primera a los 13 años, y apareció en la serie Treme de HBO. Normani ha dicho que bailar fue su "primera pasión".

## Carrera

### 2012–2018: The X Factory Fifth Harmony
Hamilton audicionó en la segunda temporada de The X Factor en 2012 con «Chain of Fools» de Aretha Franklin. Avanzó a la siguiente ronda después de obtener los cuatro síes de aprobación de los jueces. Fue durante la segunda ronda del campo de entrenamiento donde ella fue eliminada. Eso marcó el final del viaje en X Factor de Normani como solista, pero no fue hasta que la llamaron, llevándola de regreso al show donde la pusieron en un grupo con otras cuatro chicas, que luego se convertirían en Fifth Harmony. Al final de la temporada, el grupo logró llegar al final y terminó en el tercer lugar.
En octubre de 2013, Fifth Harmony lanzó su primer EP,  Better Together. Posteriormente, el grupo lanzó su álbum debut, Reflection (2015), y su segundo álbum, 7/27 (2016), que generó sencillos como «Worth It» y «Work from Home», respectivamente. En agosto de 2017, Fifth Harmony lanzó su álbum homónimo, el primero como cuarteto. Normani se convirtió en la líder de facto del cuarteto, liderando solos y coreografías. Su confianza en el escenario en el grupo llamó la atención del ejecutivo Tunji Balogun, quien fundó el sello Keep Cool de RCA, y del gerente Brandon Silverstein, quien comenzó a trabajar con Normani a fines de 2017. El 19 de marzo de 2018, el grupo anunció su decisión de tomar un descanso indefinido para seguir carreras como solistas.

### 2015–2021: Proyectos como solista y próximo álbum debut
En 2015, Normani lanzó dos videos de baile interpretando «Fuck Up Some Commas» de Future y «Do Not Disturb» de Teyana Taylor en su canal de YouTube. Desde febrero de 2016 hasta enero de 2017, Normani lanzó covers de varias canciones, incluida «Say It» de Tory Lanez y mezclas de «Fake Love» / «Sneakin'» de Drake, y «Cranes in the Sky» / «Don't Touch My Hair» de Solange, con la ayuda de los productores The Invaders. Normani compitió en la temporada 24 de Dancing with the Stars desde marzo hasta mayo de 2017, junto a su pareja de baile, el bailarín de salón profesional Valentin Chmerkovskiy. La pareja llegó a la final y terminó en el tercer puesto. A principios de agosto de 2017, Normani tuvo un cameo en el video musical del cantante Khalid para «Young Dumb & Broke». En octubre de 2017, se anunció que Normani había firmado con la empresa de gestión S10 Entertainment como solista. También firmó su propio contrato de publicación como solista con Stellar Songs como compositora.
El dúo de Normani con Khalid, «Love Lies» de la banda sonora de la película romántica de comedia dramática para adolescentes Love, Simon (2018), fue lanzado en febrero de 2018. La canción fue considerada un éxito dormido, alcanzando el número nueve después de estar en las listas durante 28 semanas. «Love Lies» obtuvo la posición más alta en la primera semana para un sencillo de un miembro de un grupo de chicas en los Estados Unidos, debutando en el número 43 en la lista Billboard Hot 100. «Love Lies» llegó a las listas de los 40 principales durante cuarenta y cinco semanas, empatando el récord de la canción más larga en la lista con «New Rules» de Dua Lipa.
Tras la pausa indefinida de Fifth Harmony, a principios de abril de 2018, se anunció que Normani había firmado con Keep Cool/RCA Records para su álbum debut en solitario. Al mes siguiente, se informó que Normani firmó un contrato de modelaje con Wilhelmina. Durante los meses siguientes, Billboard anunció que Normani colaboraba con Calvin Harris y Kehlani. En agosto de 2018, Normani apareció junto a Kehlani en el remix de Jessie Reyez para su canción «Body Count», que apareció en el EP de Reyez, Being Human in Public. También apareció junto a Davido en la canción «Swing» de Quavo, de su álbum debut en solitario Quavo Huncho (2018). Ese mes, Normani firmó una campaña de Puma para los zapatos RS-0 de la marca.
El 22 de octubre de 2018, Normani y Calvin Harris lanzaron su EP, Normani x Calvin Harris, que incluye las canciones «Checklist» con Wizkid y «Slow Down». Al día siguiente, interpretó las dos canciones junto con una nueva canción, «Waves» con 6lack, en el concierto, Tidal X Brooklyn. Luego lanzó «Waves» y lo estrenó en la estación de radio musical Beats 1, el 15 de noviembre de 2018.. Normani fue nombrada la Mejor Artista Revelación Femenina de 2018 por Spotify. En su entrevista con Beats 1, Normani dijo que su álbum debut se lanzaría en el primer trimestre de 2019 y su título es un número.
El 11 de enero de 2019, Normani y Sam Smith lanzaron la canción «Dancing with a Stranger», alcanzando el número tres en el Reino Unido y el número siete en Estados Unidos. Un año después de su carrera en solitario, Normani se convirtió en la solista más rápida (sin un álbum) en superar los mil millones de reproducciones combinadas en Spotify. En marzo de 2019, fue telonera de la primera etapa del «Sweetener World Tour» de Ariana Grande en América del Norte. El sencillo «Motivation» de Normani, coescrito por Grande, fue lanzado en agosto de 2019, su primer sencillo sin un artista destacado. La canción alcanzó el puesto 33 en los Estados Unidos. «Motivation» fue nominada para un premio Soul Train Music a la mejor interpretación de baile. En septiembre de 2019, Normani realizó una secuencia de baile en el desfile de pasarela Savage X Fenty para la marca de lencería de Rihanna, «Savage X Fenty», que se estrenó en Amazon Prime Video. Normani luego anunció que su álbum debut se lanzaría en 2020, afirmando que "está un poco más de la mitad" completo. En octubre de 2019, The Guardian la clasificó como una de las 25 mejores intérpretes de grupos pop femeninos de todos los tiempos. El mes siguiente, Normani fue anunciada como la primera embajadora de marca de Savage X Fenty.
Normani colaboró con Ariana Grande y Nicki Minaj en la canción «Bad to You», para la banda sonora de la película de 2019, Charlie's Angels, estrenada en noviembre de 2019. En enero de 2020, Normani y la rapera Megan Thee Stallion lanzaron «Diamonds», el sencillo principal de la banda sonora de la película de superhéroes Birds of Prey (2020). Normani fue incluida en la lista «Forbes 30 Under 30» para 2020. En febrero de 2020, fue incluida en la lista "Future 40" de BET, que es una lista de "40 de las vanguardias más inspiradoras e innovadoras que están redefiniendo lo que significa ser sin disculpas, joven, talentoso y negro". En junio de 2020, Normani se unió a Urban Decay como ciudadano global y portavoz de campaña de la marca de maquillaje. En agosto de 2020, Normani hizo un cameo en el video musical de Cardi B y Megan Thee Stallion para «WAP», junto a Kylie Jenner y Rosalía.
El 16 de julio de 2021, Normani lanzó «Wild Side», con Cardi B. Se espera que la canción sea el sencillo principal de su próximo álbum de estudio debut. En agosto de 2021, Normani hizo un cameo en el video musical de Baby Keem y Kendrick Lamar para «Family Ties». Normani también interpretó «Wild Side» como invitada musical en el programa Savage X Fenty Show Vol. 3 de Rihanna, que se estrenó en Prime Video de Amazon, el 24 de septiembre de 2021.

### Influencias musicales
Normani ha citado como influencias a artistas de R&B de las décadas de 1990 y 2000 como, Aaliyah, TLC, En Vogue, Toni Braxton, Selena, Jhené Aiko, Destiny's Child, Mariah Carey, Janet Jackson, Beyoncé, Ciara, y Lauryn Hill.

## Filantropía
Junto con Fifth Harmony, Hamilton había estado involucrada en muchas organizaciones benéficas como Girl Scouts of America y la Ryan Seacrest Foundation. En septiembre de 2016, Hamilton fue nombrada Embajadora de Diversidad para la The Cybersmile Foundation, una organización internacional sin fines de lucro que presta apoyo a víctimas de acoso cibernético y campañas de odio en línea, después de haber sido objeto de abusos raciales en línea. El 26 de enero de 2017, Hamilton fue nombrada como la primera embajadora oficial de «Stars & Strikes Celebrity Bowling Event & Tournament» organizado por la organización sin fines de lucro A Place Called Home. El 24 de febrero de 2017, se anunció que Normani se asoció con la American Cancer Society como una embajador mundial para ayudar a aumentar la conciencia sobre la importancia de la detección del cáncer de mama y la vacunación contra el VPH.

## Vida personal
Normani es cristiana. Reside en Los Ángeles (California), en el Valle de San Fernando.

## Discografía
- Dopamine (2024)

## Filmografía
| Año     | Título                                 | Rol            | Notas                                               |
| ------- | -------------------------------------- | -------------- | --------------------------------------------------- |
| 2011    | Book                                   | Bryn           | Cortometraje                                        |
| 2012–13 | The X Factor                           | Ella misma     | 22 episodios (2012) Invitada: 1 episodio (2013)     |
| 2014    | Faking It                              | Ella misma     | Episodio: «The Ecstasy and the Agony»               |
| 2015    | Barbie: Life in the Dreamhouse         | Ella misma     | Episodio: «Sisters' Fun Day»                        |
| 2015    | Taylor Swift: The 1989 World Tour Live | Ella misma     | Película de concierto                               |
| 2016    | The Ride                               | Ella misma     | Episodio: “Fifth Harmony”                           |
| 2017    | Dancing with the Stars                 | Ella misma     | 11 episodios; temporada 24 1 episodio; temporada 25 |
| 2018    | Lip Sync Battle                        | Ella misma     | Episodio: "Fifth Harmony"                           |
| 2018    | Sugar                                  | Ella misma     | 1 episodio                                          |
| 2019    | Savage X Fenty Show                    | Ella misma     | Aparición/Intérprete                                |
| 2019    | The Voice                              | Tutora         | Temporada 17 para el equipo Kelly                   |
| 2020    | RuPaul's Drag Race                     | Jueza invitada | Temporada 12 (2020) Episodio: «Gay's Anatomy»       |
| 2020    | Savage X Fenty Show: Vol. 2            | Ella misma     | Aparición                                           |
| 2021    | Legendary                              | Jueza invitada | Temporada 2, episodio 4                             |
| 2021    | Savage X Fenty Show: Vol. 3            | Ella misma     | Aparición/intérprete                                |
| 2024    | Sleepy Floyd                           | Entice         |                                                     |

### Vídeos musicales
| Título                    | Año  | Otros artistas      | Director                       |
| ------------------------- | ---- | ------------------- | ------------------------------ |
| «Love Lies»               | 2018 | Khalid              | Gerard Bush y Christopher Renz |
| «Dancing with a Stranger» | 2019 | Sam Smith           | Vaughan Arnell                 |
| «Waves»                   | 2019 | 6lack               | Emil Nava                      |
| «Motivation»              | 2019 | —                   | Dave Meyers y Daniel Russell   |
| «Diamonds»                | 2020 | Megan Thee Stallion | —                              |
| «Wild Side»               | 2021 | Cardi B             | Tanu Muino                     |

### Otras apariciones
| Título               | Año  | Artista(s) | Rol        |
| -------------------- | ---- | ---------- | ---------- |
| "Young Dumb & Broke" | 2017 | Khalid     | Prom Queen |

## Premios y reconocimientos
Como solista, ha ganado 12 premios y ha sido nominada a 37 adicionales. Estos premios incluyen nominaciones por los dúos «Love Lies», «Dancing with a Stranger» y «Waves», así como por su canción en solitario «Motivation» y por premios de artistas que se le han otorgado.

## Giras
Con Fifth Harmony
Solista
Como acto de apertura
- 2019: Sweetener World Tour (Ariana Grande)